# Robinose
Le robinose ou 6″-O-α-rhamnopyranosyl-β-galactopyranoside est un disaccharide, composé d'une molécule de rhamnose liée à une molécule de galactose.
Ce sucre peut être trouvé dans la queue de chat (Acalypha hispida).
La robinine (kaempférol-3-O-robinoside-7-O-rhamnoside) est un diglycoside d'un flavonol, le kaempférol avec comme sucres le robinose et le rhamnose